# Улица Монмартър, 125
„Улица Монмартър, 125“ (на френски: 125, rue Montmartre) е френски филм от 1959 година на режисьора Жил Гранжие с участието на Лино Вентура. Адаптация е на едноименния роман на Андре Жилоа.

## Сюжет
Продавачът на вестници Паскал (Лино Вентура), инатлив и разочарован от живота човек, се оказва въвлечен в престъпна афера, когато уж спасява от самоубийство потъпкван от съпругата си мъж. Неуспелият самоубиец Дидие (Роберт Хирш) му разказва, че съпругата и брат и се опитват да го затворят в психиатрия и Паскал неочаквано се съгласява да помогне на новия си познат да се сдобие с доказателства срещу тях. Той прониква в дома на Дидие, но пристига полиция и го арестува по обвинение в убийство на собственика на къщата. Сега на Паскал се налага да търси изход от капана, в който сам се е напъхал...

## В ролите
| Изпълнител    | Роля             |
| ------------- | ---------------- |
| Лино Вентура  | Паскал           |
| Роберт Хирш   | Дидие Бараше     |
| Андрея Паризи | Катерин Бараше   |
| Дора Дол      | Жермен Монтилие  |
| Люсиен Рембур | Виктор           |
| Алфред Адам   | Филип Бараше     |
| Жан Десаи     | инспектор Додело |
| Марсел Берние | Огюст            |
| Пол Мерси     | Раймон           |
| Валери Вивин  | Полет            |